# Volutoidea
Volutoidea Rafinesque, 1815 è una superfamiglia di molluschi gasteropodi della sottoclasse Caenogastropoda.

## Descrizione
Questo gruppo di taxa è maggiormente caratterizzato dalla presenza di pliche columellari. 
Le lumache hanno una conchiglia di dimensioni medie o piccole. La forma varia da ovale a fusiforme, torricolata alta o leggermente elevata. Può essere liscia o con protuberanze radiali. Lo stoma è allungato e stretto. L'opercolo, ove presente, è lungo e stretto.
Tutte le specie sono carnivore e vivono in acque tropicali o subtropicali.

## Tassonomia

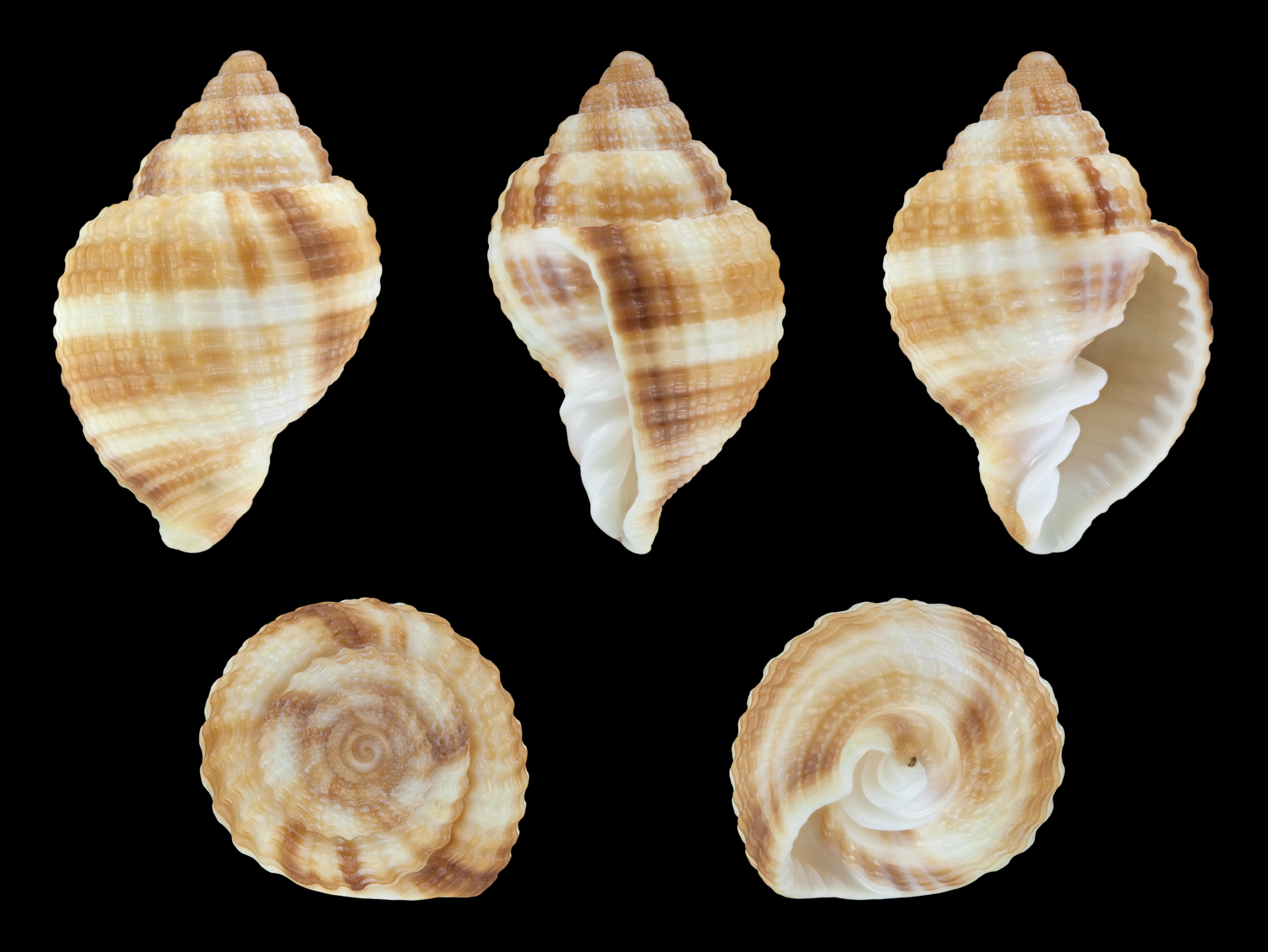
Cancellaria reticulata (Cancellariidae)

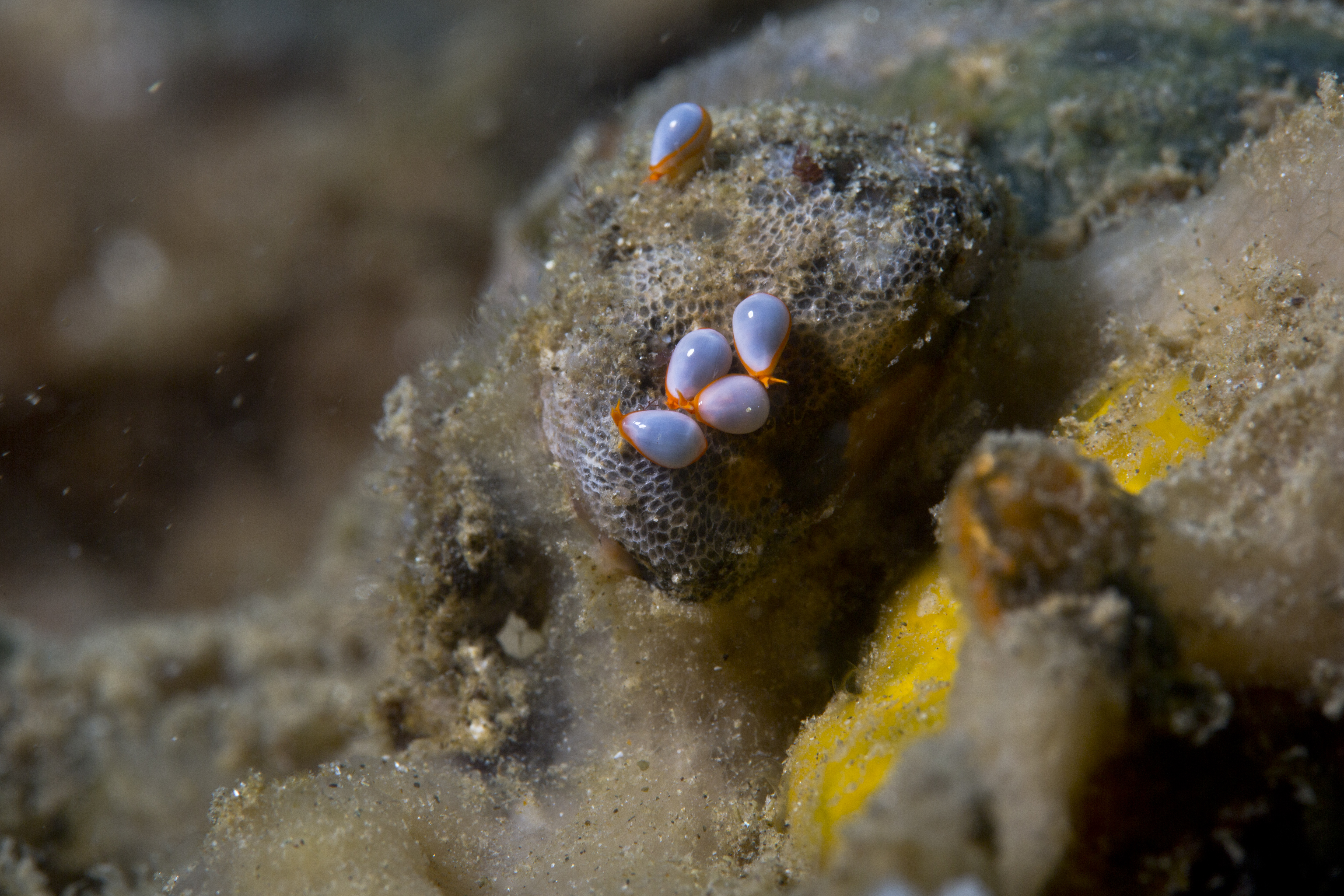
Cystiscus minutissimus (Cystiscidae)

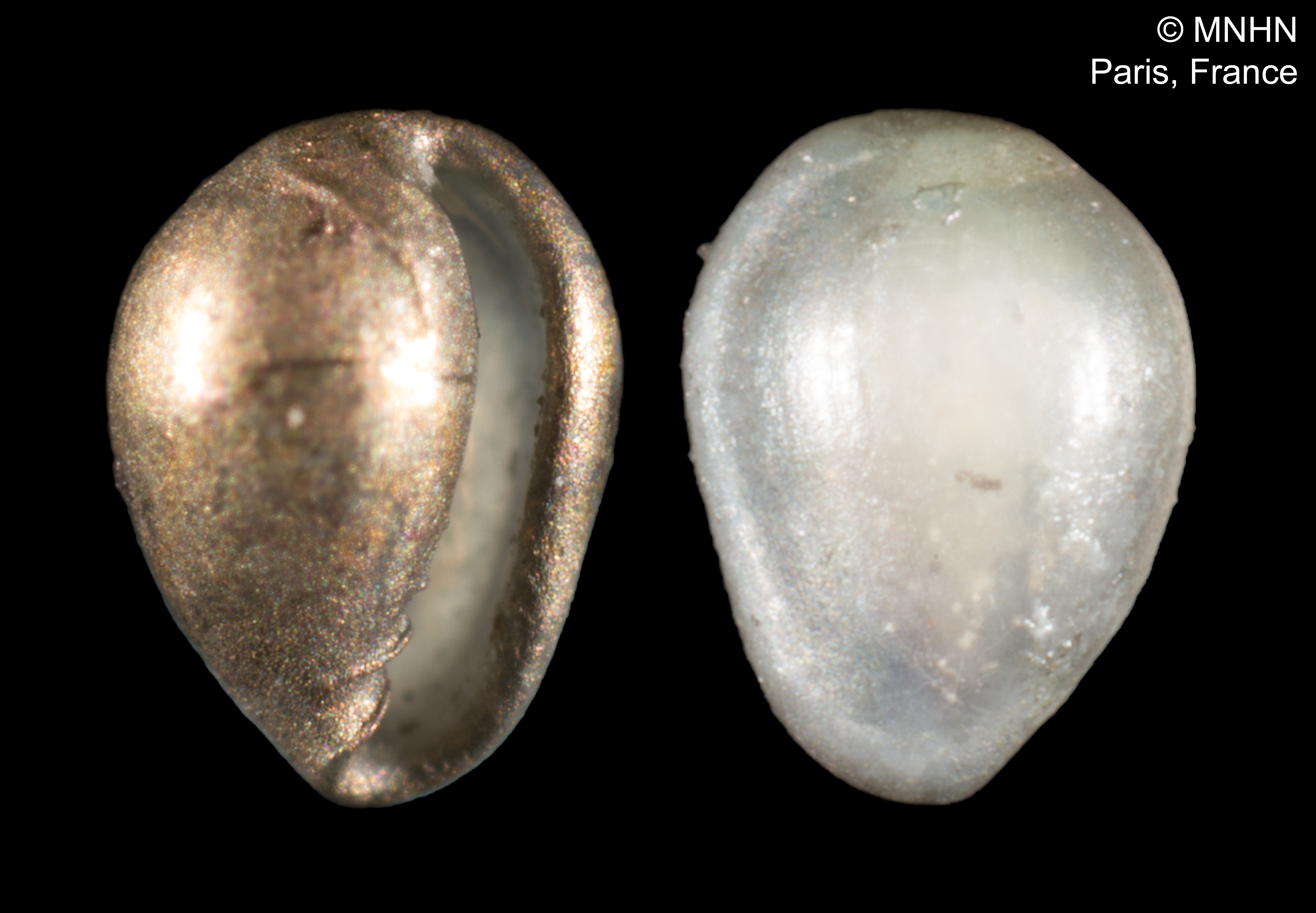
Granulina isseli (Granulinidae)

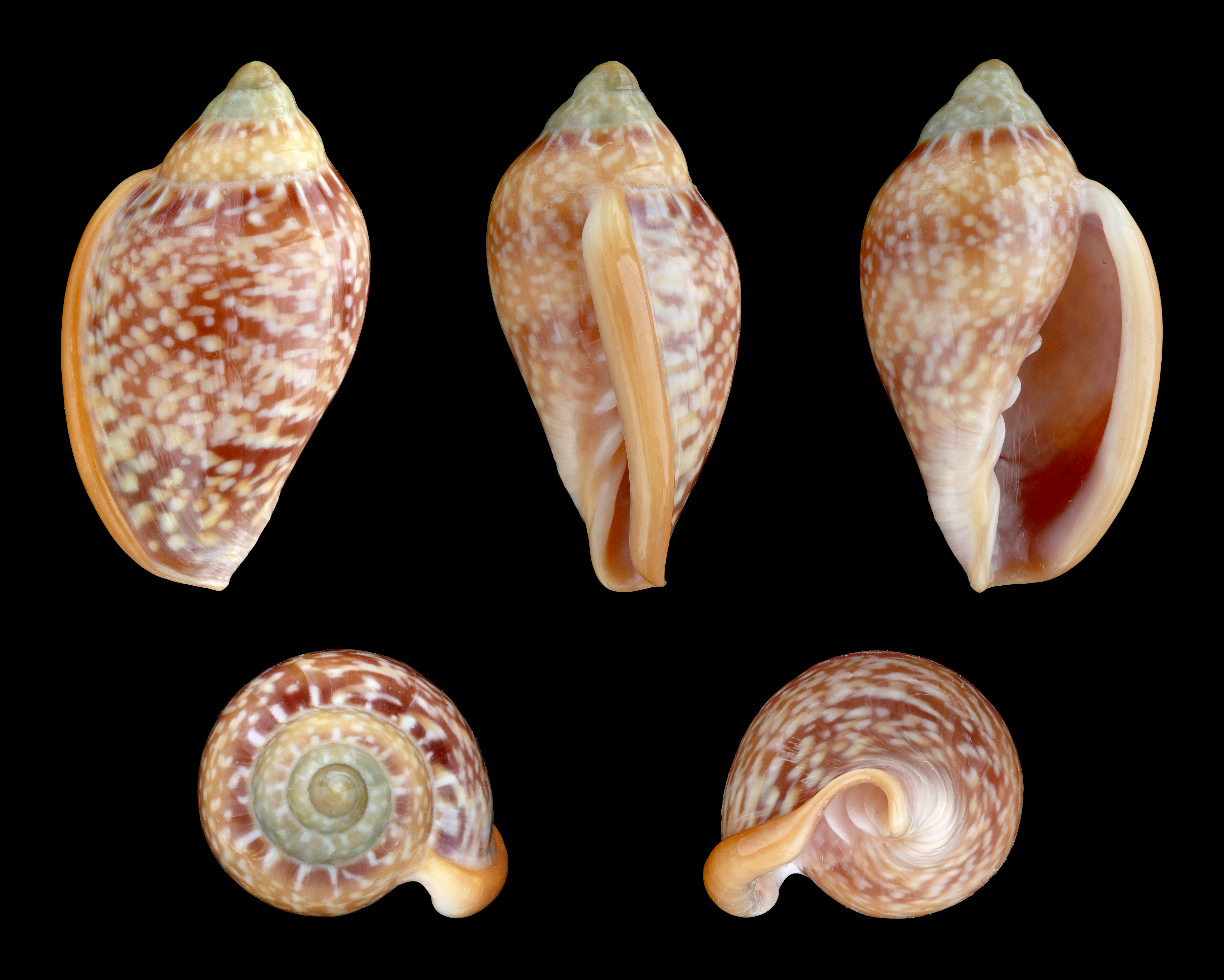
Marginella glabella (Marginellidae)

La superfamiglia Volutoidea è stata riconosciuta come valida nella classificazione di Bouchet & Rocroi del 2017, tuttora considerata come riferimento. Nella classificazione precedente degli stessi autori del 2005 la superfamiglia non era riconosciuta, in quanto era riconosciuta una valenza più ampia della Muricoidea che includeva allora molte famiglie che ora sono state separate, come ad esempio Cystiscidae, Marginellidae e Volutidae. Per contro i Cancellariidae, ora inclusi in Volutoidea, erano precedentemente inseriti nella loro superfamiglia Cancellarioidea (ora riconosciuto come sinonimo di Volutoidea).
La superfamiglia contiene pertanto sei famiglie:
- Famiglia Cancellariidae Forbes & Hanley, 1851
- Famiglia Cystiscidae Stimpson, 1865
- Famiglia Granulinidae G. A. Coovert & H. K. Coovert, 1995
- Famiglia Marginellidae J. Fleming, 1828
- Famiglia Marginellonidae Coan, 1965
- Famiglia Volutidae Rafinesque, 1815